# 本庄市立本庄東中学校
本庄市立本庄東中学校（ほんじょうしりつ ほんじょうひがしちゅうがっこう）は、埼玉県本庄市にある公立中学校。

## 概要
学校教育目標は「志を高く掲げ、自ら学ぶ生徒・豊かな心を持ち、礼儀正しい生徒・心身をたくましく鍛える生徒」である。毎日朝8時25分から8時35分までの10分間、学校全体で朝読書を行っている。掃除の時間は、「無言膝つき清掃」に取り組んでいる。本庄東小学校区、藤田小学校区、仁手小学校区(上仁手を除く。)の生徒が通学する。

## 沿革
- 1963年（昭和38年）
  - 4月1日 - 藤田中学校と仁手中学校を統合。初代校長就任。
  - 5月4日 - 地鎮祭。当初はこの日を開校記念日とした。
- 1964年 10月1日 - 校旗制定。
- 1965年 3月1日 - 校歌制定。
- 1966年 8月20日 - 体育館完成。
- 1968年 7月15日 - プール完成。
- 1988年 11月15日 - 開校記念日を6月1日に変更した。

## 年間行事
- 4月 入学式、始業式
- 5月 一学期中間試験
- 6月 林間学校(2年生)
- 7月 修学旅行(3年生)・一学期期末試験・一学期終業式
- 8月 夏季休暇・二学期始業式
- 9月 体育祭
- 10月 音楽祭・二学期中間試験
- 12月 二学期期末試験・二学期終業式
- 1月 三学期始業式
- 2月 三学期期末試験
- 3月 卒業証書授与式・終了式

## 著名な出身者
- 栗原圭介 - サッカー指導者・元選手
- 嘉田由紀子 - 参議院議員、元滋賀県知事
- 石川美久 - 柔道指導者・元選手
- 大野治夫 - 気象予報士、防災士[1]